# Юттенайм (городское сообщество Пеи-д’Эрстен)
Юттенайм (фр. Uttenheim) — коммуна на северо-востоке Франции в регионе Гранд-Эст (бывший Эльзас — Шампань — Арденны — Лотарингия), департамент Нижний Рейн, округ Селеста-Эрстен, кантон Эрстен.
Площадь коммуны — 4,77 км², население — 572 человека (2006) с тенденцией к стабилизации: 553 человека (2013), плотность населения — 115,9 чел/км².

## Население
Население коммуны в 2011 году составляло 571 человек, в 2012 году — 569 человек, а в 2013-м — 553 человека.
| 1962 | 1968 | 1975 | 1982 | 1990 | 1999 | 2006 | 2008 | 2011 | 2012 | 2013 |
| ---- | ---- | ---- | ---- | ---- | ---- | ---- | ---- | ---- | ---- | ---- |
| 393  | 393  | 380  | 387  | 428  | 533  | 572  | 576  | 571  | 569  | 553  |

Динамика населения:

## Экономика
В 2010 году из 407 человек трудоспособного возраста (от 15 до 64 лет) 329 были экономически активными, 78 — неактивными (показатель активности 80,8 %, в 1999 году — 76,7 %). Из 329 активных трудоспособных жителей работали 304 человека (155 мужчин и 149 женщин), 25 числились безработными (13 мужчин и 12 женщин). Среди 78 трудоспособных неактивных граждан 27 были учениками либо студентами, 36 — пенсионерами, а ещё 15 — были неактивны в силу других причин.

## Достопримечательности (фотогалерея)

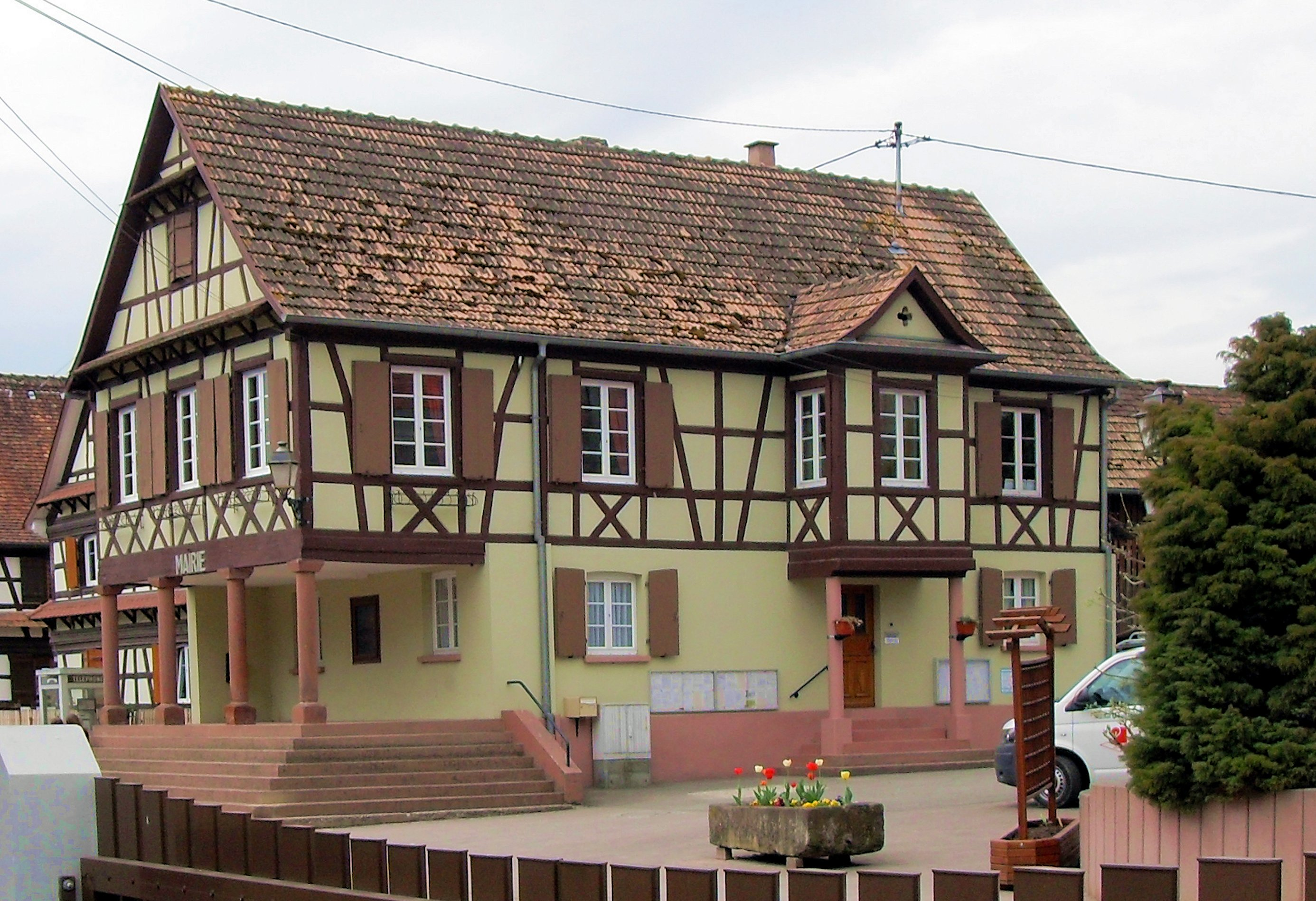
Здание мэрии